# Walther Georg Hartmann
Walther Georg Hartmann (* 17. Juli 1892 in Strelitz (Mecklenburg); † 18. Oktober 1970 in Freiburg im Breisgau) war Schriftleiter beim Deutschen Roten Kreuz, während des Zweiten Weltkrieges Chef des Auslandsamtes des DRK. Von 1950 bis 1957 war er Generalsekretär des DRK.

## Studium und Erster Weltkrieg
Walther Georg Hartmann, Sohn des Strelitzer Arztes Richard Hartmann, studierte Philosophie, Germanistik und neue Sprachen. 1914 meldete er sich freiwillig zum Kriegsdienst und schied 1919 im Rang eines Leutnants der Reserve aus der Reichswehr aus. Er war Träger des Eisernen Kreuzes 2. Klasse, Ehrenkreuz für Frontkämpfer und dem Verwundetenabzeichen.
Nach „dem Erleben des I. Weltkrieges“ war Hartmann „ein tief verstörter Mensch gewesen, der sich nach frühen Gedichten immer zergrübelter mit den Bewußtseinsveränderungen einer angeschlagenen Zeit auch in Novellen und Romanen auseinandersetzte…“

## Weimarer Republik
Am 18. Juli 1922 trat Hartmann in den aktiven Dienst des Deutschen Roten Kreuzes als Schriftleiter ein. In dieser Tätigkeit war er u. a. für die Blätter des Deutschen Roten Kreuzes und die Jugendrotkreuz-Zeitschrift Deutsche Jugend zuständig.
Am 27. Mai 1925 wurde unter der Führung von Hartmann das Deutsche Jugendrotkreuz gegründet.

## Nationalsozialismus
Hartmann trat zum 1. Mai 1933 der NSDAP bei (Mitgliedsnummer 2.673.264). Er hat dazu später geäußert: „Ich selbst habe das getan (= Eintritt in die NSDAP), nachdem ich mit einer gewissen Sorge um die Arbeit des Auslandsamtes feststellte, daß keiner meiner Mitarbeiter Parteigenosse ist.“
Im Spätsommer 1938 wurde Hartmann Chef des Amtes VII, dem sogenannten Auslandsamt des DRK. Sein Vorgänger in diesem Amt war Ernst Robert Grawitz. Im Rahmen seiner Aufgaben war Hartmann ein wichtiger Verbindungsmann zwischen dem DRK, dem Internationalen Komitee vom Roten Kreuz (IKRK) und der Liga der Rotkreuz-Gesellschaften in Genf. Favez bezeichnet die Verbindung zwischen Hartmann und Genf wie folgt: „Er, der bei aller Vorsicht dem Geist des Roten Kreuzes verpflichtet war, stellte wohl eine der zuverlässigsten Quellen über die Vorgänge im Reich dar, die dem IKRK zur Verfügung standen.“
Das Amt VII war Anlaufstelle für viele im Krieg, im deutschen Herrschaftsbereich, in Konzentrationslager oder Gefangenschaft geratene Menschen. Hartmann beantworte zum Beispiel auch Anfragen des IKRK über Carl von Ossietzky. In einem Schreiben vom 10. Juni 1936 schreibt er dem IKRK, dass Ossietzky „aus dem Konzentrationslager nach dem Staatskrankenhaus in Berlin überführt worden ist zwecks Ausheilung einer Mandelentzündung und besserer Beobachtung seines Gesundheitszustandes.“

### Besuch im Durchgangs-KZ Theresienstadt als Vorzeigeghetto
Im Oktober 1943 wurden 476 Juden aus Dänemark nach Theresienstadt deportiert. Die Mehrheit der dänischen Juden wurde vor dieser Deportation und der anschließend geplanten Ermordung gerettet. Die dänische Regierung erreichte im Juni 1944 für die Deportierten einen Besuch von Vertretern des IKRK im Konzentrationslager Theresienstadt. Das Konzentrationslager war als Vorzeigeghetto hergerichtet worden, um die mörderische Wirklichkeit vor der internationalen Öffentlichkeit zu kaschieren.
Als Vorbereitung für diesen Besuch besuchte Hartmann ungefähr am 27. und 28. Juni 1943 mit seinem Stellvertreter Niehaus und in Begleitung von Eberhard von Thadden vom Auswärtigen Amt Theresienstadt, worüber er einen Bericht verfasste. Hartmann soll sich damals „grundsätzlich positiv über die Verhältnisse“ gezeigt haben. Anders dagegen formuliert Hartmanns Gesprächspartner beim IKRK: „Die Herren vom Deutschen Roten Kreuz seien 48 Stunden in Theresienstadt gewesen und seien von der Lage in Theresienstadt tief beeindruckt, d. h. äußerst bestürzt gewesen.“ Bei ihrem Besuch in Theresienstadt trafen sie u. a. mit der KZ-Insassin Ellie von Bleichröder zusammen.

### Auslagerung ins Kloster Ettal
Ab 1943 wurde das Amt VII des DRK von Berlin in den Konventtrakt des Klosters Ettal ausgelagert. Durch die Verlegung nach Ettal
konnte ungestört Verbindung mit dem IKRK und der Liga der Rotkreuz-Gesellschaften in Genf unterhalten werden.
Die Auslandsabteilung konnte bis August 1945 offensichtlich ungehindert weiterarbeiten.
Später geriet Hartmann in Internierungshaft.
Nach eigenen Angaben war Hartmann am 10. April 1945 ermächtigt worden, die Präsidialgeschäfte weiterzuführen, für den Fall, dass das DRK-Präsidium in Babelsberg nicht mehr handlungsfähig sei.

## Nach dem Krieg

### 1945 bis 1950: Beim EHIK
Vom 8. Mai 1945 bis 1. April 1950 war Walther Georg Hartmann Mitarbeiter des „Zentralbüros des Hilfswerks der Evangelischen Kirchen in Deutschland“ (EHIK).

### Ab 1950: Zurück zum DRK
Am 4. Februar 1950 wird das Deutsche Rote Kreuz in der Bundesrepublik Deutschland wiedergegründet. Walther Georg Hartmann trat am 1. April 1950 sein neues Amt als Generalsekretär des DRK an. Diese Position hatte er bis 1957 inne. Der in Bonn eingerichtete kleine Arbeitsstab des Generalsekretärs Hartmann „sollte im Wesentlichen nur die Funktion einer ‚Koordinations- und zentralen Verhandlungsstelle‘ zukommen.“ In seiner Eigenschaft als Generalsekretär war er auch am Zustandekommen von bilateralen Rotkreuz-Gesprächen zwischen dem Sowjetischen und dem Deutschen Roten Kreuz im Jahr 1954 involviert.

## Literarisches Werk
- Der begeisterte Weg, Dresden 1919 (mit Holzschnitten von Constantin von Mitschke-Collande. 1937 wegen der expressiven Illustrationen in der Nazi-Aktion „Entartete Kunst“ aus Museen beschlagnahmt und vernichtet)
- Wir Menschen: Gedichte, 1920
- Handzeichnungen in originalgetreuen Wiedergaben (Käthe Kollwitz, Fritz Boettger (Hrsg.)); Vorwort von Walther Georg Hartmann, Dresden 1920
- Die Erde : Gedichte, Berlin 1921
- Die Tiere der Insel, Dresden 1923
- Schicksal, Andacht, Liebe : Gedichte, Freiburg i. Br. 1924
- Das Deutsche Jugendrotkreuz im Dienste der Schule : Führer durch d. dt. pädag. Schau, Frankfurt a. M. [1932]
- Wer ist Herr Phillipps?, Stuttgart [1933]
- Mit der Bimmelbahn nach Wildwest, Stuttgart [1936]
- Die Engelsbotschaft : Eine Weihnachtslegende, Leipzig [1936]
- Friedrich Brekow : Der Weg ins Wirkliche, Bremen 1940
- Anderes Ich, anderes Du : [Erzählungen aus den Jahren 1930 bis 1941], Bremen [1943]
- Winterbuch, Hamburg 1949
- Der Bruder des verlorenen Sohnes, Berlin; Bielefeld; München 1949
- Die Engelsbotschaft, Frankfurt a. M. 1954
- Die überschlagenen Seiten, Gütersloh 1960.